# كلاوس بيرغ
كلاوس بيرغ (بالألمانية: Klaus Berge)‏ هو مدرب كرة قدم ولاعب كرة قدم ألماني، ولد في 4 أكتوبر 1961 في غلزنكيرشن في ألمانيا. لعب مع شالكه 04 ونادي ساربروكن.

## وصلات خارجية
- كلاوس بيرغ على موقع قاعدة بيانات كرة القدم.إي يو (الإنجليزية)
- كلاوس بيرغ على موقع بيانات كرة القدم. دي إي (الألمانية)
- كلاوس بيرغ على موقع عالم كرة القدم.نت (الإنجليزية)